# Heinrich Baltazzi
Heinrich "Henry" Baltazzi ( n. 5 august 1858, Tarabya⁠(d), Imperiul Otoman, Turcia – d. 17 februarie 1929, Baden bei Wien, Austria Inferioară, Austria, la Castelul Leesdorf în Baden, Austria) a fost un ofițer austriac și un talentat călăreț sportiv. El provenea din familia de bancheri greci Baltazzi originară din localitatea Smyrna.
Heinrich s-a căsătorit cu Paula Scharschmid von Adlertreu (n. 19 august 1866; d. 22 septembrie 1945) cu care a avut trei copii: Pauline (n. 1898), Errikos și Frangiski Baltazzi.
Cei doi soți au cumpărat și restaurat Castelul Leesdorf din Baden (Austria). 

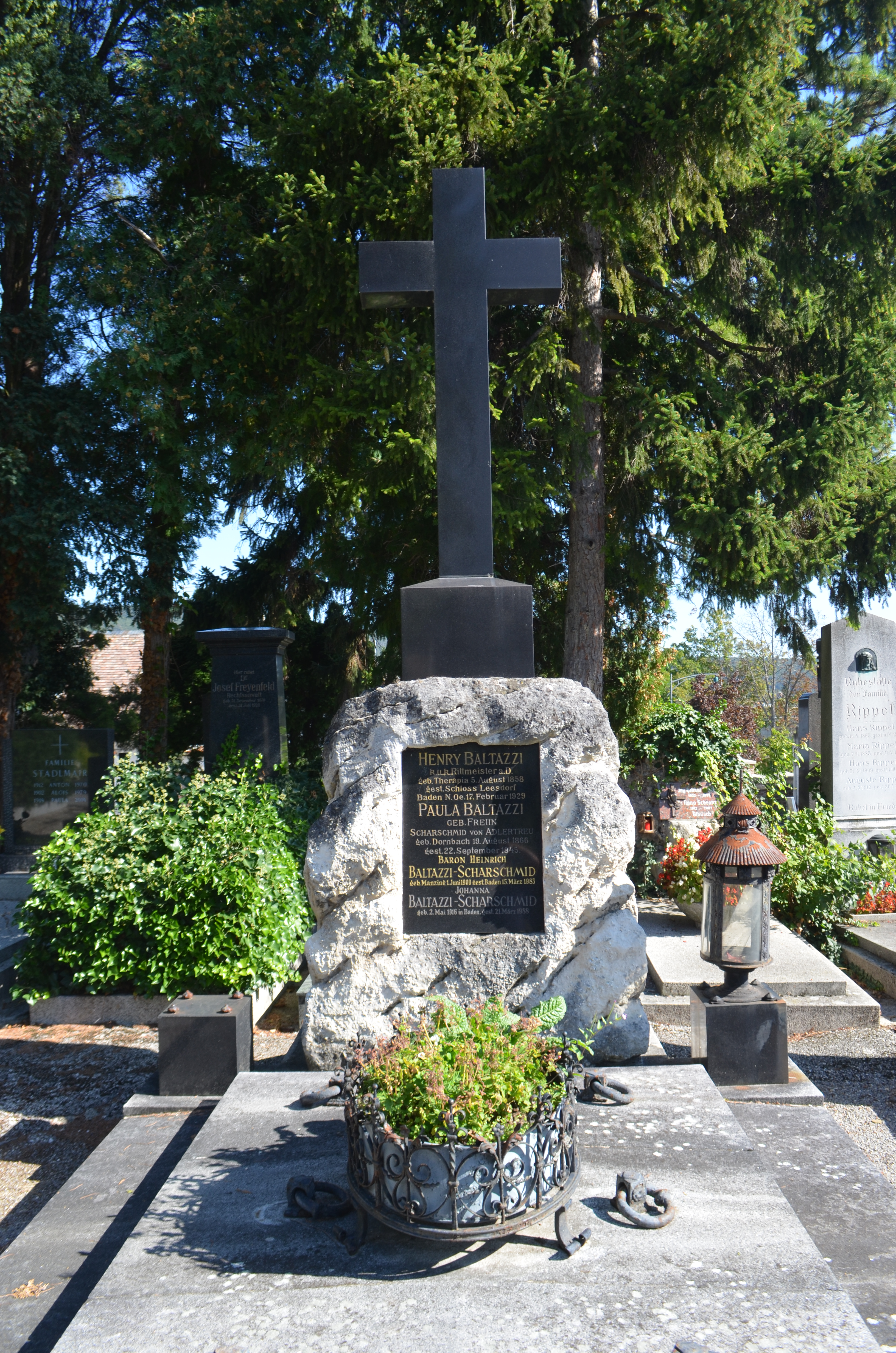
Mormântul lui Heinrich Baltazzi

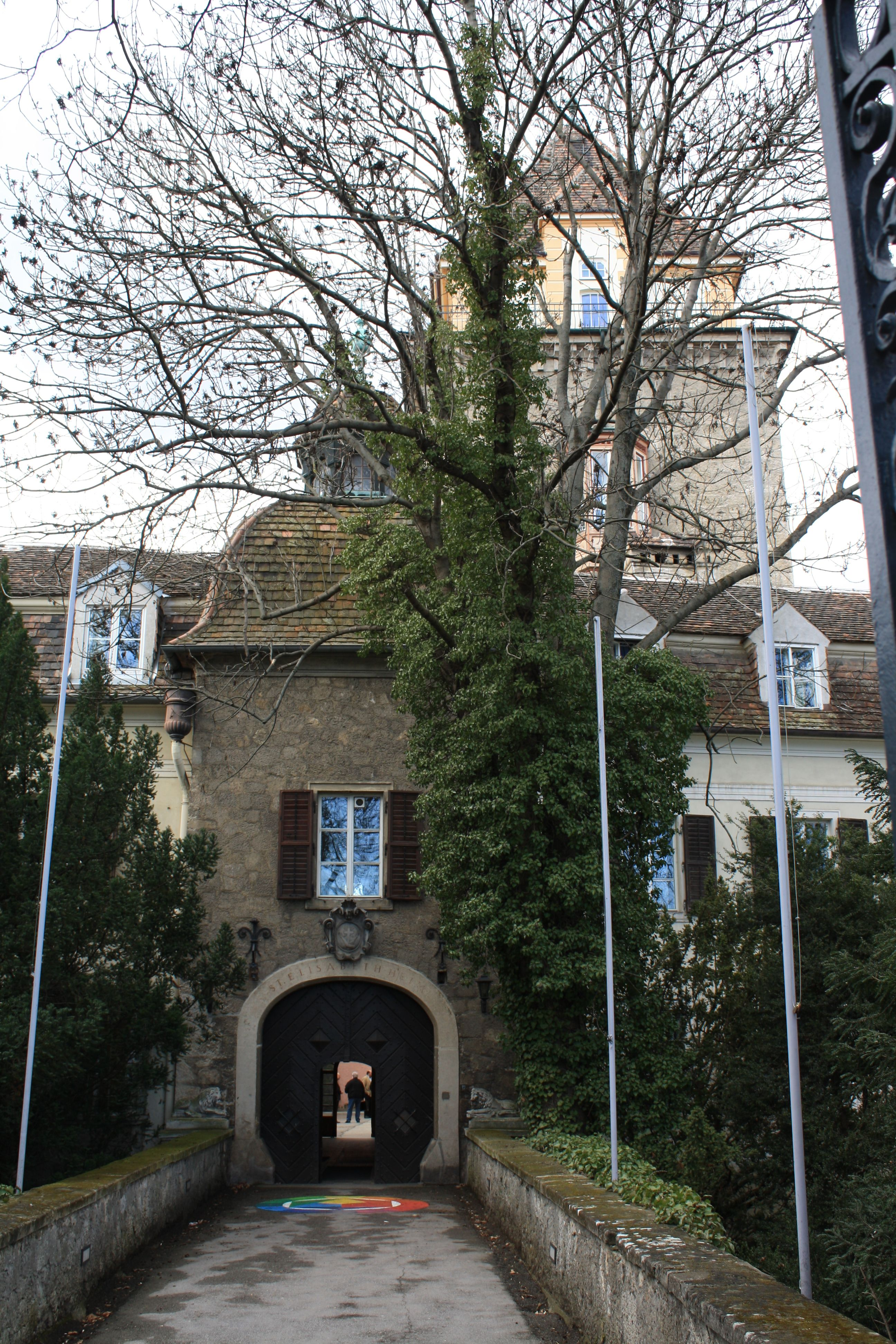
Castelul Leesdorf (Baden)

Heinrich Baltazzi a fost ofițer în armata austro-ungară până în Primul Război Mondial, fiind staționat la Pardubitz (Pardubice) în Silezia.
El a avut o relație amoroasă cu Marie Louise von Larisch-Wallersee și probabil a fost tatăl a doi dintre copiii ei: Marie Henriette (n. 1884) și Georg Heinrich (n. 1886). Nici Heinrich, nici Marie Louise nu au comentat public povestea lor de dragoste, dar prenumele acestor copii (Henriette și Heinrich) vorbesc despre paternitatea lui Baltazzi. Georg Heinrich von Larisch-Moennich s-a sinucis prin împușcare în 1909, la vârsta de 23 de ani. Marie Louise a susținut că el a luat această decizie după ce a citit o carte despre tragedia de la Mayerling în care se relata despre partea de vinovăție a mamei lui. S-a speculat și faptul că Georg Heinrich s-ar fi împușcat după ce a aflat că el și sora lui, Marie Henriette, nu erau copiii naturali ai tatălui lor Georg von Larisch-Moennich. Se spune că ambii copii seamănau cu familia Baltazzi.
În calitate de locotenent major, Heinrich Baltazzi a participat în 1892 la „Marea călătorie călare Berlin-Viena” (572 km). 
El a donat pompierilor voluntari din localitatea Neustift-Innermanzing teren pentru a construi clădirea stației de pompieri și le-a pus la dispoziție sistemul de pompare a apei de la castelul său .
Heinrich era fratele mai mic al lui Alexander Baltazzi și unchiul lui Mary Vetsera. Fiul lui Heinrich Baltazzi a fost Heinrich Baltazzi-Scharschmid, cel ce a scris cartea „Die Familien Baltazzi-Vetsera in kaiserliche Wien” („Familiile Baltazzi Vetsera în Viena imperială”).
Heinrich Baltazzi a murit la castelul Leesdorf și este înmormântat în „Helenenfriedhof” (cimitirul Helenen) din Baden.